# Coenobita

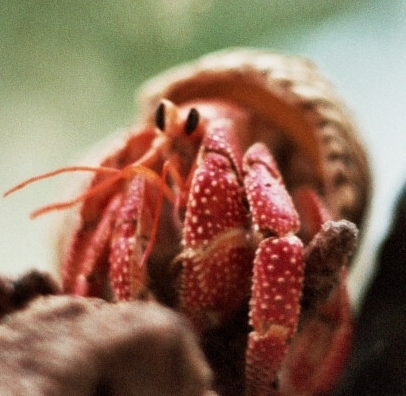
Coenobita perlatus

Coenobita é um gênero de bernardos-eremitas únicos devido ao fato de serem terrestres, e não marinhos. Brânquias modificadas permitem que esses animais vivam em terra firme, mas ainda assim eles necessitam de locais húmidos para viver. Podem, no entanto, ser encontrados a quilómetros de distância do mar, vivendo em florestas e selvas.
Eles vivem em grupos e se alimentam tanto de matéria vegetal, quanto animal, incluindo plantas em decomposição e animais mortos. Eles também costumam comer seus exoesqueletos antigos após a muda. Em alguns países, esses crustáceos são mantidos em casa como mascotes.